# ネイト・ジョーンズ
ネイサン・アンドリュー・ジョーンズ（Nathan Andrew Jones, 1986年1月28日 - ）は、アメリカ合衆国ケンタッキー州バトラー郡バトラー出身の元プロ野球選手（投手）。右投右打。

## 経歴

### プロ入りとホワイトソックス時代
2007年のMLBドラフト5巡目（全体179位）でシカゴ・ホワイトソックスから指名され、6月13日に契約。契約後、アパラチアンリーグのルーキー級ブリストル・ホワイトソックスでプロデビュー。13試合（先発10試合）に登板して0勝4敗、防御率5.13、42奪三振を記録した。
2008年はA級カナポリス・インティミディターズで18試合（先発10試合）に登板して1勝7敗、防御率6.83、71奪三振を記録した。8月にA+級ウィンストン＝セイラム・ワースホッグスへ昇格し、2試合に登板した。
2009年はA級カナポリスで開幕を迎え、13試合に登板。2勝0敗1セーブ、防御率2.41と好投し、5月にA+級ウィンストン＝セイラム・ダッシュ へ昇格。A+級ウィンストン・セイラムでは32試合に登板し、2勝1敗、防御率3.65、43奪三振を記録した。
2010年はA+級ウィンストン＝セイラムでプレー。この年は先発に復帰し、28試合に登板。11勝6敗、防御率4.08、109奪三振を記録した。オフの11月19日にホワイトソックスとメジャー契約を結び、40人枠入りした。
2011年2月27日にホワイトソックスと1年契約に合意し、3月14日にAA級バーミングハム・バロンズへ異動した。この年はリリーフに再転向し、AA級バーミングハムで42試合に登板。2勝3敗12セーブ、防御率3.27、67奪三振を記録した。
2012年3月4日にホワイトソックスと1年契約に合意。スプリングトレーニング中のプレシーズン・ゲームでは11試合の登板で、0勝0敗1セーブ、防御率1.54と好投し、開幕ロースター入りを果たした。4月8日のテキサス・レンジャーズ戦で3番手として登板し、メジャーデビュー。この年にデビューした選手の中では最多、かつチーム内でマット・ソーントンに次ぐ2位となる65試合に登板し、8勝0敗、防御率2.39の好成績だった。
2013年2月22日にホワイトソックスと1年契約に合意。この年はチーム内でマット・リンドストロムに次ぐ2位の70試合に登板し、4勝5敗、防御率4.15、89奪三振を記録した。
2014年3月1日にホワイトソックスと1年契約に合意。開幕後は2試合に登板したが、アウトを1つも取れず、4月4日に左臀部の故障で15日間の故障者リスト入りした。5月3日に60日間の故障者リストへ異動し、5月5日に顕微鏡下腰椎椎間板ヘルニア摘出術を行った。7月29日にはトミー・ジョン手術を行い、残りの試合を欠場した。
2015年1月15日にホワイトソックスと66万ドルの1年契約に合意した。この年は19試合でマウンドに登り、防御率3.32をマークした。19.0イニングで三振を27個奪って、自己ベストの奪三振率12.8を記録するなど、一定の復活ぶりを示した。
2016年はアメリカンリーグ7位タイ及びチーム1位 の71試合に登板した。5勝3敗3セーブ、防御率2.29、28ホールド（ア・リーグ1位タイ）、WHIP0.89、奪三振率10.2という自己最高級の好成績を残し、完全復活を果たした。
2017年はシーズン開幕前の2月9日に第4回ワールド・ベースボール・クラシック(WBC)のアメリカ合衆国代表に選出された。3月22日の決勝プエルトリコ戦に勝利し、初の優勝を果たした。シーズンでは右肘の手術を受けた影響で、11試合の登板にとどまった。

### レンジャーズ傘下時代
2019年7月31日にマイナー選手2名とのトレードで、インターナショナル・ボーナス・プール（海外選手契約金枠）及び金銭と共にテキサス・レンジャーズへ移籍した。オフの10月31日にFAとなった。

### レッズ時代
2020年1月14日にシンシナティ・レッズとマイナー契約を結んだ。7月22日にメジャー契約を結んで40人枠入りした。9月22日にDFAとなり、25日にFAとなった。

### ブレーブス時代
2021年2月9日にアトランタ・ブレーブスとマイナー契約を結び、スプリングトレーニングに招待選手として参加することになった。3月26日にメジャー契約を結んでアクティブ・ロースター入りした。4月1日のフィラデルフィア・フィリーズとのシーズン開幕戦に登板し、ブレーブス移籍後初出場を果たした。5月7日にDFAとなり、10日に自由契約となった。

### ドジャース時代
2021年5月14日にロサンゼルス・ドジャースとマイナー契約を結び、傘下のAAA級オクラホマシティ・ドジャースへ配属された。5月21日にメジャー契約を結んでアクティブ・ロースター入りした。6月13日にDFAとなり、19日にマイナー契約でAAA級オクラホマシティへ配属された。

## 投球スタイル
砲丸投げのような独特なテイクバックが特徴。

スリークォーターから、最速101.1mph（約163km/h）・平均97mph（約156km/h）程度のツーシームと、決め球である88mph（約142km/h）程度のスライダーの2球種を中心に使用し、稀に76mph（約122km/h）程度のカーブ、86mph（約138km/h）程度のチェンジアップなども使用する。

2012年の速球の平均球速は97.6mph（約157.1km/h）で、50イニング以上投げた投手ではケルビン・ヘレーラ、アロルディス・チャップマンに次ぐ3位に入った。しかし、2014年のトミー・ジョン手術からの復帰以降の最速は2015年の99.7mph（約160.5km/h）で、100mph以上は計測していない。

## 詳細情報

### 年度別投手成績
| 年 度     | 球 団     | 登 板 | 先 発 | 完 投 | 完 封 | 無 四 球 | 勝 利 | 敗 戦 | セ 丨 ブ | ホ 丨 ル ド | 勝 率 | 打 者 | 投 球 回 | 被 安 打 | 被 本 塁 打 | 与 四 球 | 敬 遠 | 与 死 球 | 奪 三 振 | 暴 投 | ボ 丨 ク | 失 点 | 自 責 点 | 防 御 率 | W H I P |
| --------- | --------- | ----- | ----- | ----- | ----- | -------- | ----- | ----- | -------- | ----------- | ----- | ----- | -------- | -------- | ----------- | -------- | ----- | -------- | -------- | ----- | -------- | ----- | -------- | -------- | ------- |
| 2012      | CWS       | 65    | 0     | 0     | 0     | 0        | 8     | 0     | 0        | 7           | 1.000 | 301   | 71.2     | 67       | 4           | 32       | 3     | 1        | 65       | 5     | 0        | 19    | 19       | 2.39     | 1.38    |
| 2013      | CWS       | 70    | 0     | 0     | 0     | 0        | 4     | 5     | 0        | 16          | .444  | 315   | 78.0     | 69       | 5           | 26       | 1     | 1        | 89       | 8     | 1        | 40    | 36       | 4.15     | 1.22    |
| 2014      | CWS       | 2     | 0     | 0     | 0     | 0        | 0     | 0     | 0        | 0           | ----  | 5     | 0.0      | 2        | 0           | 3        | 0     | 0        | 0        | 0     | 0        | 4     | 4        | ----     | ----    |
| 2015      | CWS       | 19    | 0     | 0     | 0     | 0        | 2     | 2     | 0        | 6           | .500  | 72    | 19.0     | 12       | 5           | 6        | 0     | 0        | 27       | 0     | 0        | 7     | 7        | 3.32     | 0.95    |
| 2016      | CWS       | 71    | 0     | 0     | 0     | 0        | 5     | 3     | 3        | 28          | .625  | 274   | 70.2     | 48       | 7           | 15       | 3     | 3        | 80       | 7     | 0        | 20    | 18       | 2.29     | 0.89    |
| 2017      | CWS       | 11    | 0     | 0     | 0     | 0        | 1     | 0     | 0        | 4           | 1.000 | 49    | 11.2     | 9        | 1           | 6        | 1     | 1        | 15       | 1     | 0        | 3     | 3        | 2.31     | 1.29    |
| 2018      | CWS       | 33    | 0     | 0     | 0     | 0        | 2     | 2     | 5        | 6           | .500  | 137   | 30.0     | 28       | 4           | 15       | 0     | 3        | 32       | 2     | 0        | 14    | 10       | 3.00     | 1.43    |
| 2019      | CWS       | 13    | 0     | 0     | 0     | 0        | 0     | 1     | 1        | 2           | .000  | 47    | 10.1     | 10       | 2           | 7        | 1     | 1        | 10       | 2     | 0        | 4     | 4        | 3.48     | 1.65    |
| 2020      | CIN       | 21    | 0     | 0     | 0     | 0        | 0     | 1     | 0        | 4           | .000  | 86    | 18.2     | 25       | 5           | 6        | 1     | 2        | 23       | 2     | 0        | 13    | 13       | 6.27     | 1.66    |
| 2021      | ATL       | 12    | 0     | 0     | 0     | 0        | 0     | 2     | 0        | 3           | .000  | 50    | 10.1     | 8        | 3           | 10       | 4     | 1        | 7        | 1     | 0        | 6     | 4        | 3.48     | 1.74    |
| 2021      | LAD       | 8     | 0     | 0     | 0     | 0        | 0     | 0     | 0        | 3           |       | 37    | 8.2      | 8        | 4           | 2        | 0     | 0        | 7        | 0     | 0        | 9     | 8        | 8.31     | 1.15    |
| '21計     | LAD       | 20    | 0     | 0     | 0     | 0        | 0     | 2     | 0        | 6           | .000  | 87    | 19.0     | 16       | 7           | 12       | 4     | 1        | 14       | 1     | 0        | 15    | 12       | 5.68     | 1.47    |
| MLB：10年 | MLB：10年 | 325   | 0     | 0     | 0     | 0        | 22    | 16    | 9        | 79          | .579  | 1373  | 329.0    | 286      | 40          | 128      | 14    | 13       | 355      | 28    | 1        | 139   | 126      | 3.45     | 1.26    |

- 2021年度シーズン終了時
- 各年度の太字はリーグ最高

### 年度別守備成績
| 年 度 | 球 団 | 投手（P） | 投手（P） | 投手（P） | 投手（P） | 投手（P） | 投手（P） |
| 年 度 | 球 団 | 試 合     | 刺 殺     | 補 殺     | 失 策     | 併 殺     | 守 備 率  |
| ----- | ----- | --------- | --------- | --------- | --------- | --------- | --------- |
| 2012  | CWS   | 65        | 6         | 6         | 1         | 1         | .923      |
| 2013  | CWS   | 70        | 2         | 8         | 0         | 0         | 1.000     |
| 2014  | CWS   | 2         | 0         | 0         | 0         | 0         | ----      |
| 2015  | CWS   | 19        | 1         | 3         | 0         | 0         | 1.000     |
| 2016  | CWS   | 71        | 3         | 13        | 1         | 0         | .941      |
| 2017  | CWS   | 11        | 0         | 2         | 0         | 0         | 1.000     |
| 2018  | CWS   | 33        | 0         | 2         | 0         | 0         | 1.000     |
| 2019  | CWS   | 13        | 0         | 1         | 0         | 1         | 1.000     |
| 2020  | CIN   | 21        | 0         | 0         | 0         | 0         |           |
| 2021  | ATL   | 12        | 1         | 0         | 0         | 0         | 1.000     |
| 2021  | LAD   | 8         | 0         | 0         | 0         | 0         |           |
| '21計 | LAD   | 20        | 1         | 0         | 0         | 0         | 1.000     |
| MLB   | MLB   | 325       | 13        | 35        | 2         | 2         | .960      |

- 2021年度シーズン終了時

### 背番号
- 65（2012年 - 2019年）
- 57（2020年）
- 49（2021年 - 同年5月6日）
- 41（2021年5月21日 - 同年6月15日）

### 代表歴
- 2017 ワールド・ベースボール・クラシック・アメリカ合衆国代表